# Ragnar Nicolaysen

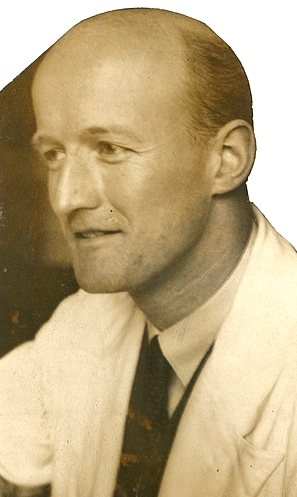
Ragnar Nicolaysen.

Ragnar Nicolaysen, född 9 augusti 1902, död 7 april 1986, var en norsk fysiolog.
Nicolaysen var från 1940 professor i näringsfysiologi vid universitetet i Oslo samt var föreståndare för Johan Throne Holsts institut för näringsfysiologiforskning. Han utnämndes till medicine hedersdoktor vid Göteborgs universitet och invaldes 1968 som utländsk ledamot av svenska Vetenskapsakademien.

### Tryckt litteratur
- Kungl. vetenskapsakademien, Matrikel 1972. Stockholm: Kungl. Vetenskapsakademien. 1972. sid. 34. ISSN 0302-6558 Libris 3638900